# WASP-37
WASP-37 är en ensam stjärna i mellersta delen av stjärnbilden Jungfrun. Den har en skenbar magnitud av ca 12,7 och kräver ett kraftfullt teleskop för att kunna observeras. Baserat på parallaxmätning på ca 3,0 mas, beräknas den befinna sig på ett avstånd på ca 1 100 ljusår (ca 338 parsek) från solen. Den rör sig bort från solen med en heliocentrisk radialhastighet på ca 8 km/s.

## Egenskaper
WASP-37 är en gul till vit stjärna i huvudserien av spektralklass G2 V utan synbar stjärnfläcksaktivitet. Den har en massa som är ca 0,93 solmassa, en radie som är ca 1,07 solradie och har en effektiv temperatur av ca 5 800 K. Stjärnan har låg metallicitet med endast 40 procent av solens.

## Planetsystem
Exoplaneten WASP-37b av typen het Jupiter upptäcktes 2010 i omlopp kring WASP-37. Studier 2018 har funnit att stabiliteten hos banor i beboelig zon av WASP-37 inte påverkas signifikant av WASP-37b-planeten.
| Planet | Massa          | Halv storaxel (AE) | Siderisk omloppstid (d) | Excentricitet | Inklination | Radie          |
| ------ | -------------- | ------------------ | ----------------------- | ------------- | ----------- | -------------- |
| b      | 1,79 ± 0,17 MJ | 0,045 ± 0,002      | 3,5774807 ± 0,0000019   | 0             | 88,78°      | 1,16 ± 0,06 RJ |